# Sebastian Streeter Marble
Sebastian Streeter Marble, född 1 mars 1817 i Dixfield, Massachusetts (i nuvarande Maine), död 10 maj 1902 i Waldoboro, Maine, var en amerikansk republikansk politiker. Han var Maines guvernör 1887–1889.
Marble studerade juridik och arbetade före amerikanska inbördeskriget som advokat i Maine. Mellan 1870 och 1878 tjänstgjorde han som US Marshall. År 1882 blev han invald i Maines senat. År 1887 tillträdde han som talman i delstatens senat. Guvernör Joseph R. Bodwell avled senare samma år i ämbetet och efterträddes av Marble. År 1889 efterträddes Marble i sin tur av Edwin C. Burleigh.